# دافنه روزن
دافنه روزن (زاده ۹ ژوئن ۱۹۸۲) بازیگر و کارگردان سابق پورنوگرافی با ملیت اسرائیلی-آمریکایی است.

## زندگی‌نامه
او در تل آویو اسرائیل به دنیا آمد و در سه سالگی با خانواده خود بوستون (مرکز ایالت ماساچوست) مهاجرت کرد.
او از ۱۸ سالگی مدلینگ را شروع کرد و در ۲۰ سالگی وارد صنعت پورن شد.